# Heineken Open 2006 - Qualificazioni singolare
Le qualificazioni del singolare  dell'Heineken Open 2006 sono state un torneo di tennis preliminare per accedere alla fase finale della manifestazione. I vincitori dell'ultimo turno sono entrati di diritto nel tabellone principale. In caso di ritiro di uno o più giocatori aventi diritto a questi sono subentrati i lucky loser, ossia i giocatori che hanno perso nell'ultimo turno ma che avevano una classifica più alta rispetto agli altri partecipanti che avevano comunque perso nel turno finale.
Le qualificazioni del torneo Heineken Open  2006 prevedevano 32 partecipanti di cui 4 sono entrati nel tabellone principale.

## Teste di serie
1. Florian Mayer (primo turno)
2. Ivo Minář (Qualificato)
3. Jan Hernych (Qualificato)
4. Luis Horna (ultimo turno)

1. Bobby Reynolds (primo turno)
2. Potito Starace (primo turno)
3. Raemon Sluiter (Qualificato)
4. Iván Navarro (ultimo turno)

## Qualificati
1. Federico Luzzi
2. Ivo Minář

1. Jan Hernych
2. Raemon Sluiter

## Tabellone

### Legenda
| - Q = Qualificato - WC = Wild card - LL = Lucky loser | - ALT = Alternate - SE = Special Exempt - PR = Protected Ranking | - w/o = Walkover - r = Ritirato - d = Squalificato |

### Sezione 1
|  | Primo turno                 | Primo turno                 | Primo turno                 | Primo turno    | Primo turno |  |  | Secondo turno  | Secondo turno  | Secondo turno  | Secondo turno | Secondo turno |   |   | Ultimo turno   | Ultimo turno   | Ultimo turno   | Ultimo turno | Ultimo turno |  |
|  |                             |                             |                             |                |             |  |  |                |                |                |               |               |   |   |                |                |                |              |              |  |
|  |                             | Federico Luzzi              | Federico Luzzi              | Federico Luzzi | W-O         |  |  |                |                |                |               |               |   |   |                |                |                |              |              |  |
|  | 1                           | Florian Mayer               | Florian Mayer               | Florian Mayer  |             |  |  | Federico Luzzi | Federico Luzzi | Federico Luzzi | 6             | 6             |   |   |                |                |                |              |              |  |
|  | Adam Thompson               | Adam Thompson               | Adam Thompson               | 6              | 6           |  |  | Adam Thompson  | Adam Thompson  | Adam Thompson  | 0             | 1             |   |   |                |                |                |              |              |  |
|  | Antonio De Santiago-Macanas | Antonio De Santiago-Macanas | Antonio De Santiago-Macanas | 0              | 0           |  |  |                |                |                |               |               |   |   | Federico Luzzi | Federico Luzzi | Federico Luzzi | 7            | 6            |  |
|  | James Pade                  | James Pade                  | James Pade                  | 6              | 7           |  |  |                |                | Tomáš Cakl     | Tomáš Cakl    | Tomáš Cakl    | 5 | 1 |                |                |                |              |              |  |
|  | Adrián García               | Adrián García               | Adrián García               | 0              | 62          |  |  | James Pade     | James Pade     | 6              | 5             | 3             |   |   |                |                |                |              |              |  |
|  |                             | Tomáš Cakl                  | Tomáš Cakl                  | 6              | 7           |  |  | Tomáš Cakl     | Tomáš Cakl     | 2              | 7             | 6             |   |   |                |                |                |              |              |  |
|  | 6                           | Potito Starace              | Potito Starace              | 4              | 6           |  |  |                |                |                |               |               |   |   |                |                |                |              |              |  |

### Sezione 2
|  | Primo turno    | Primo turno     | Primo turno     | Primo turno    | Primo turno |  |  | Secondo turno   | Secondo turno   | Secondo turno | Secondo turno   | Secondo turno |    |   | Ultimo turno | Ultimo turno | Ultimo turno | Ultimo turno | Ultimo turno |  |
|  |                |                 |                 |                |             |  |  |                 |                 |               |                 |               |    |   |              |              |              |              |              |  |
|  | 2              | Ivo Minář       | Ivo Minář       | 6              | 6           |  |  |                 |                 |               |                 |               |    |   |              |              |              |              |              |  |
|  |                | James Pilbro    | James Pilbro    | 0              | 1           |  |  | 2               | Ivo Minář       | Ivo Minář     | 7               | 7             |    |   |              |              |              |              |              |  |
|  | Kyu-Tae Im     | Kyu-Tae Im      | Kyu-Tae Im      | 6              | 6           |  |  |                 | Kyu-Tae Im      | Kyu-Tae Im    | 65              | 5             |    |   |              |              |              |              |              |  |
|  | Jose Statham   | Jose Statham    | Jose Statham    | 2              | 1           |  |  |                 |                 |               |                 |               |    |   | 2            | Ivo Minář    | 1            | 7            | 7            |  |
|  | Antony Dupuis  | Antony Dupuis   | Antony Dupuis   | Antony Dupuis  | W-O         |  |  |                 |                 |               | Benedikt Dorsch | 6             | 65 | 5 |              |              |              |              |              |  |
|  | Martin Verkerk | Martin Verkerk  | Martin Verkerk  | Martin Verkerk |             |  |  | Antony Dupuis   | Antony Dupuis   | 6             | 3               | 3             |    |   |              |              |              |              |              |  |
|  |                | Benedikt Dorsch | Benedikt Dorsch | 7              | 6           |  |  | Benedikt Dorsch | Benedikt Dorsch | 4             | 6               | 6             |    |   |              |              |              |              |              |  |
|  | 5              | Bobby Reynolds  | Bobby Reynolds  | 5              | 3           |  |  |                 |                 |               |                 |               |    |   |              |              |              |              |              |  |

### Sezione 3
|  | Primo turno     | Primo turno     | Primo turno     | Primo turno | Primo turno |  |  | Secondo turno | Secondo turno  | Secondo turno  | Secondo turno | Secondo turno |   |   | Ultimo turno | Ultimo turno | Ultimo turno | Ultimo turno | Ultimo turno |  |
|  |                 |                 |                 |             |             |  |  |               |                |                |               |               |   |   |              |              |              |              |              |  |
|  | 3               | Jan Hernych     | 3               | 6           | 6           |  |  |               |                |                |               |               |   |   |              |              |              |              |              |  |
|  |                 | Simone Bolelli  | 6               | 3           | 2           |  |  | 3             | Jan Hernych    | Jan Hernych    | 6             | 6             |   |   |              |              |              |              |              |  |
|  | Michael Lammer  | Michael Lammer  | 6               | 4           | 6           |  |  |               | Michael Lammer | Michael Lammer | 2             | 1             |   |   |              |              |              |              |              |  |
|  | Jan Minar       | Jan Minar       | 3               | 6           | 4           |  |  |               |                |                |               |               |   |   | 3            | Jan Hernych  | Jan Hernych  | 6            | 6            |  |
|  | Jan Mertl       | Jan Mertl       | Jan Mertl       | 6           | 6           |  |  |               |                | 8              | Iván Navarro  | Iván Navarro  | 1 | 1 |              |              |              |              |              |  |
|  | Rade Radanovich | Rade Radanovich | Rade Radanovich | 2           | 0           |  |  |               | Jan Mertl      | Jan Mertl      | 5             | 68            |   |   |              |              |              |              |              |  |
|  | 8               | Iván Navarro    | Iván Navarro    | 7           | 6           |  |  | 8             | Iván Navarro   | Iván Navarro   | 7             | 7             |   |   |              |              |              |              |              |  |
|  |                 | Bernard Parun   | Bernard Parun   | 64          | 4           |  |  |               |                |                |               |               |   |   |              |              |              |              |              |  |

### Sezione 4
|  | Primo turno         | Primo turno         | Primo turno         | Primo turno | Primo turno |  |  | Secondo turno | Secondo turno     | Secondo turno     | Secondo turno  | Secondo turno |   |   | Ultimo turno | Ultimo turno | Ultimo turno | Ultimo turno | Ultimo turno |  |
|  |                     |                     |                     |             |             |  |  |               |                   |                   |                |               |   |   |              |              |              |              |              |  |
|  | 4                   | Luis Horna          | Luis Horna          | 7           | 6           |  |  |               |                   |                   |                |               |   |   |              |              |              |              |              |  |
|  |                     | Zack Fleishman      | Zack Fleishman      | 5           | 1           |  |  | 4             | Luis Horna        | Luis Horna        | 6              | 6             |   |   |              |              |              |              |              |  |
|  | Wesley Whitehouse   | Wesley Whitehouse   | Wesley Whitehouse   | 6           | 6           |  |  |               | Wesley Whitehouse | Wesley Whitehouse | 4              | 3             |   |   |              |              |              |              |              |  |
|  | Martin Colenbrander | Martin Colenbrander | Martin Colenbrander | 0           | 2           |  |  |               |                   |                   |                |               |   |   | 4            | Luis Horna   | 6            | 5            | 3            |  |
|  | Grégory Carraz      | Grégory Carraz      | Grégory Carraz      | 6           | 6           |  |  |               |                   | 7                 | Raemon Sluiter | 4             | 7 | 6 |              |              |              |              |              |  |
|  | William Ward        | William Ward        | William Ward        | 3           | 4           |  |  |               | Grégory Carraz    | Grégory Carraz    | 2              | 4             |   |   |              |              |              |              |              |  |
|  | 7                   | Raemon Sluiter      | Raemon Sluiter      | 6           | 7           |  |  | 7             | Raemon Sluiter    | Raemon Sluiter    | 6              | 6             |   |   |              |              |              |              |              |  |
|  |                     | Sebastián Prieto    | Sebastián Prieto    | 3           | 5           |  |  |               |                   |                   |                |               |   |   |              |              |              |              |              |  |